# 中別府柊太
中別府柊太（なかべっぷ しゅうた、2002年1月23日 - ）は、宮崎県宮崎市出身のサッカー選手。九州リーグ・FC延岡AGATA所属。ポジションはMF。

## 来歴
高校時代は2年次から主力を担い、選手権に2度（97回大会、98回大会）、3年次には令和元年度インターハイにも出場。国体宮崎県少年選抜のメンバーにも2度選ばれている（愛媛国体、福井国体）。
高校3年の夏までは、サッカーは高校でやめるつもりでいたが、大学の監督である笛真人に「プロになれるポテンシャルがある」と言われ大学でサッカーを続ける事を決意。多数のオファーがあった中で、経験やスキルを得る為に宮崎産業経営大学へ進学した。1年次から学年リーダーを務め、3年次には主務を経験。4年次にはキャプテンも務める。
2023年9月14日、2024シーズンからのテゲバジャーロ宮崎への加入内定が発表された。
2024年3月27日、同じ宮崎県内の九州サッカーリーグ所属であるFC延岡AGATAへ育成型期限付き移籍する事が発表された。
12月18日、期限付き移籍期間の延長が発表された。

## 所属クラブ
- 小戸サッカー少年団
- 日章学園中学校
- 日章学園高校
- 宮崎産業経営大学
- 2024年 -  テゲバジャーロ宮崎
  - 2024年3月 -  FC延岡AGATA(育成型期限付き移籍)

## 個人成績
| 国内大会個人成績 | 国内大会個人成績 | 国内大会個人成績 | 国内大会個人成績 | 国内大会個人成績 | 国内大会個人成績 | 国内大会個人成績 | 国内大会個人成績 | 国内大会個人成績 | 国内大会個人成績 | 国内大会個人成績 | 国内大会個人成績 |
| 年度             | クラブ           | 背番号           | リーグ           | リーグ戦         | リーグ戦         | リーグ杯         | リーグ杯         | オープン杯       | オープン杯       | 期間通算         | 期間通算         |
| 年度             | クラブ           | 背番号           | リーグ           | 出場             | 得点             | 出場             | 得点             | 出場             | 得点             | 出場             | 得点             |
| 日本             | 日本             | 日本             | 日本             | リーグ戦         | リーグ戦         | リーグ杯         | リーグ杯         | 天皇杯           | 天皇杯           | 期間通算         | 期間通算         |
| ---------------- | ---------------- | ---------------- | ---------------- | ---------------- | ---------------- | ---------------- | ---------------- | ---------------- | ---------------- | ---------------- | ---------------- |
| 2024             | 宮崎             | 17               | J3               | 0                | 0                | 0                | 0                | -                | -                | 0                | 0                |
| 2024             | 延岡             | 24               | 九州             | 14               | 0                | -                | -                | -                | -                | 14               | 0                |
| 2025             | 延岡             | 24               | 九州             |                  |                  | -                | -                | -                | -                |                  |                  |
| 通算             | 日本             | 日本             | J3               | 0                | 0                | 0                | 0                | -                | -                | 0                | 0                |
| 通算             | 日本             | 日本             | 九州             | 14               | 0                | -                | -                | -                | -                | 14               | 0                |
| 総通算           | 総通算           | 総通算           | 総通算           | 14               | 0                | -                | -                | -                | -                | 14               | 0                |

その他公式戦
- 2024年
  - 全国社会人サッカー選手権大会1試合0得点

## 選抜暦
- 2017年 第72回国民体育大会 宮崎県少年国体選抜
- 2018年 第73回国民体育大会 宮崎県少年国体選抜
- 2021年 第76回国民体育大会 宮崎県成年国体選抜
- 2022年 デンソーカップチャレンジサッカー福島大会九州選抜
- 2023年 デンソーカップチャレンジサッカー茨城大会九州選抜